# Henri Parisot (éditeur)
Pour les articles homonymes, voir Henri Parisot et Parisot.
 (juillet 2025).
Si vous disposez d'ouvrages ou d'articles de référence ou si vous connaissez des sites web de qualité traitant du thème abordé ici, merci de compléter l'article en donnant les références utiles à sa vérifiabilité et en les liant à la section « Notes et références ».
Henri Parisot, né à Paris le 23 avril 1908 et mort dans la même ville le 2 juin 1979, est un traducteur et éditeur français, qui fut ami des surréalistes.

## Biographie
Henri Parisot est connu pour sa traduction des œuvres de Lewis Carroll, qui s'attache à trouver des équivalences en français pour les nombreux jeux de mots. Son effort sera repris avec d'autres solutions par Jacques Papy.
Avant guerre, il côtoie les surréalistes auxquels il est présenté par René Char, rencontré à la librairie de José Corti. Traducteur de l'anglais et de l'allemand, il dirigea plusieurs collections : « Biens nouveaux » chez Guy Lévis Mano, « Romantiques allemands » au Mercure de France. 
En 1945, il collabore à la revue Fontaine de Max-Pol Fouchet, au sein d'une structure éditoriale, créant et dirigeant une collection appelée « L'Âge d'or » (1945-1947), pour publier les textes, entre autres, de ses amis surréalistes dont la couverture est illustrée par Mario Prassinos. Par l'entremise de ce dernier, il découvre le talent de Gisèle Prassinos, âgée de 14 ans, qu'il présente à André Breton, René Char et Robert J. Godet. Une photographie de Man Ray les représente en train d'écouter Gisèle lisant l'un de ses textes. Il réédite aussi quelques œuvres d'Alfred Jarry. 
Cette collection s'interrompt en octobre 1947 et reprend en 1948, cette fois aux éditions Robert Marin, avec, entre autres, La Lampe dans l'horloge d'André Breton. En 1950, la collection part aux éditions Premières, avec une couverture de Max Ernst ; la librairie Les Pas perdus poursuit ensuite cette collection jusqu'en 1951.
À partir de 1964, Parisot ressuscite sa collection « L'Âge d'or » aux éditions Flammarion, avec parfois une couverture de Max Ernst, et édite des textes romantiques, fantastiques et surréalistes rares. Il y publie ses traductions des œuvres d'Edgar Allan Poe, Nathaniel Hawthorne, Coleridge ou Leonora Carrington. Sa collection est poursuivie après sa mort jusqu’en 1992. Il collabore avec les Éditions de L'Herne où il publie des textes de Raymond Queneau, Henri Michaux, André Gide, des traductions de John Keats et Lewis Carroll dont le Cahier Lewis Carroll (1971).
Il fut aussi un traducteur de Lytton Strachey.
Il est également connu comme destinataire des Lettres de Rodez que lui envoie Antonin Artaud en 1945, et dont il publie une partie chez Guy Lévis Mano l'année suivante. Auparavant, il avait publié D'un voyage au pays des Tarahumaras, et Artaud lui préfaça ses traductions de Coleridge.

## Collection «L'Âge d'or»

### Fontaine (1945-1947)
Éditée sous la forme de petits cahiers in-16 numérotés avec toujours le même dessin de couverture signé Mario Prassinos suivant une palette de couleurs étendue, cette collection rassemble cinquante textes courts d'auteurs internationaux, publiés entre mai 1945 et septembre 1947. Les tirages indiqués variaient entre 250 et 1 500 exemplaires. Dix hors-série furent également publiés.
1. Herman Melville, Le Campanile
2. Giorgio de Chirico, Une aventure de M. Dudron
3. Alberto Savinio, Introduction à la vie de Mercure
4. Franz Kafka, La Taupe géante
5. Francis Picabia, Thalassa dans le désert
6. Alain Gheerbrant, L'Homme ouvert
7. Achim d'Arnim, L'Invalide fou
8. Michel Fardoulis-Lagrange, Goliath
9. Antonin Artaud, Au pays des Tarahumaras
10. Lewis Carroll, La Vision des trois T.
11. Hans Arp, Le blanc aux pieds de nègre
12. Georges Limbour, L’Enfant polaire
13. Louis Scutenaire, Les Degrés
14. Michel Leiris, Nuits sans nuit
15. Henri Michaux, Liberté d'action
16. Georges Bataille, Dirty
17. Paul Colinet, La Nuit blanche
18. Leonora Carrington, En bas
19. Jean Ferry, La Société secrète
20. Hans Arp et Vicente Huidobro, Trois nouvelles exemplaires, traduit par R. Walter
21. André Pieyre de Mandiargues, L'étudiante
22. Lise Deharme, Insolence
23. Maast, Sept causes célèbres
24. Maurice Henry, Les paupières de verre
25. Christian Dietrich Grabbe, Raillerie, satire, ironie et signification cachée
26. Jacques Charpier, Paysage de salut
27. René Char, Premières alluvions
28. Jacques Prévert, L'Ange garde-chiourme
29. Marcel et Gabriel Piqueray, Les Poudres lourdes
30. Valentine Penrose, Martha's Opera
31. Benjamin Péret, Dernier malheur, dernière chance
32. Luc Decaunes, La Sourde Oreille
33. Clemens von Brentano, Gockel, Hinckel et Gackeleia
34. Robert Margerit, Ambigu
35. Alexei Remizov, L'Antre secret
36. Georg Büchner, Lenz
37. François Laloux, La Femme sans peau
38. Oscar Dominguez, Les Deux qui se croisent
39. Edward Lear, Deux Histoires ineptes
40. Patrick Waldberg, Sur le bord
41. André Bay, Amor
42. J.M.A. Paroutaud, Autre Événement
43. Jean Maquet, Et c'était midi
44. Raymond Queneau, À la limite de la forêt
45. Maurice Blanchot, Le Dernier Mot
46. Alfred Jarry, L'autre Alceste
47. Yves Battistini, avec René Char, À la droite de l'oiseau
48. Apulée, Le Fantôme de plein midi
49. Gisèle Prassinos, Le Rêve
50. Jonathan Swift, Quilca (suivi de pensées sur divers sujets)[3]

### Éditions Robert Marin (1948-1949)
Henri Parisot y dirigea également la collection « L'envers du miroir ».
1. André Breton, La Lampe dans l'horloge, frontispice de Toyen, 1er tirage : juin 1948 [détruit] ; retirage : octobre 1948.
2. Lewis Carroll, Lettres à des enfants, traduction par Jacques Papy, mars 1949.

### Éditions Premières puis Librairie Les Pas perdus (1950-1951)
Seuls les trois premiers titres sont édités aux Éditions Premières. Toutes les couvertures comprennent le même dessin signé Max Ernst.
1. Alberto Savinio, Psyché, traduit par Henri Parisot et l'auteur.
2. William Butler Yeats, L'Œuf de héron, traduit par Roger Giroux.
3. Lewis Carroll, La Chasse au snark. Crise en huit épisodes, traduction nouvelle d'Henri Parisot, avec 8 illustrations de Max Ernst.
4. Henri Michaux, Tranches de savoir, suivi de Secret de la situation politique.
5. Leonora Carrington, Une chemise de nuit de flanelle, traduit par Yves Bonnefoy.
6. Kurt Schwitters, La Loterie du jardin zoologique, traduit par Robert Valençay et accompagné de "Fiat Modes", soit 8 illustrations de Max Ernst.
7. Edmond Jabès, Les Mots tracent.

### Flammarion (1964-1992)
1. Giorgio De Chirico, Hebdomeros, texte établi et revu par Henri Parisot
2. E.T.A. Hoffmann, Contes fantastiques complets, 3 vol., trad. de Loeve-Veimars, Théodore Toussaint, Édouard Degeorge et Henry Egmont
3. Villiers de l'Isle Adam, Contes fantastiques
4. Alberto Savinio, Vie des fantômes, préface d'André Pieyre de Mandiargues, trad. par Bona de Pisis, Henri Parisot et l'auteur.
5. Les Poètes hallucinés, anthologie de la poésie fantastique par Henri Parisot
6. Jacob et Wilhelm Grimm, Les Contes, 2 vol., trad. et présentation par Armel Guerne
7. Lewis Carroll, Les Aventures d'Alice au pays des merveilles, trad. de Henri Parisot
8. Arthur Machen, Le Cachet noir et autres contes, trad. de Jacques Parsons
9. Lewis Carroll, De l'autre côté du miroir et ce qu'Alice y trouva suivi de La chasse au Snark, trad. de Henri Parisot
10. Théophile Gautier, Spirite et La Morte amoureuse
11. Clemens Brentano, Fanferlise et autres contes, trad. de Henri Thomas
12. Edgar Allan Poe, Poèmes, trad. de Henri Parisot
13. Nathaniel Hawthorne, La Fille de Rappacini et autres contes, trad. de Henri Parisot
14. Leonora Carrington, Le Cornet acoustique, trad. de Henri Parisot
15. Jacques Cazotte, Le Diable amoureux, et autres écrits fantastiques
16. Lewis Carroll, Lettres Adressées à Alice et à quelques autres suivi de Alice à la scène et de Fantasmagorie
17. Nathaniel Hawthorne, L'enterrement de Roger Malvin et autres contes étranges
18. Leonora Carrington, La Débutante
19. Jean-Pierre Spilmont, Soleils nomades
20. Jacques Abeille, Le Cycle des contrées
21. Frank Wedekind, Mine-Haha, ou de l'éducation corporelle des jeunes filles
22. Leonora Carrington, La Porte de pierre
23. Alberto Savinio, Monsieur Dido
24. Gisèle Prassinos, Trouver sans chercher (1934-1944)